# 上海张江综合性国家科学中心
上海张江综合性国家科学中心是中华人民共和国已经批复同意建设的的三个综合性国家科学中心之一。

## 历史
2014年5月23日至24日，中共中央总书记习近平在上海考察时指出“科技创新已经成为提高综合国力的关键支撑，成为社会生产方式和生活方式变革进步的强大引领”。
2014年7月24日，上海市委书记要求举全市之力加快向具有全球影响力的科技创新中心进军。
2015年5月25日，中共上海市委、上海市人民政府发布《关于加快建设具有全球影响力的科技创新中心的意见》。
2016年2月，发改委和科技部批复同意建设上海张江综合性国家科学中心。
2017年9月26日，张江实验室正式成立。

## 组成
- 张江实验室
  - 硬X射线自由电子激光装置[7]
  - 软X射线自由电子激光装置[8]
  - 上海光源（第三代中能同步辐射光源）
  - 超强超短激光实验装置
  - 国家蛋白质科学中心